# Eleição municipal de Paulínia em 2020
A eleição municipal de Paulínia em 2020 está prevista para ocorrer no dia 15 de novembro. Esta cidade paulista possui população estimada de 112.003 habitantes, dentre os quais 79.885 são eleitores que neste dia poderão votar para definir o seu prefeito e os seus 15 vereadores.

## Antecedentes

### Eleição Municipal de 2016
Na eleição de 2016, o candidato Dixon Carvalho, do PP, venceu a disputa com 34,37% dos votos válidos, tendo como adversários, José Pavan Júnior, candidato a reeleição pelo PSDB, que obteve 33,29% dos votos válidos, o candidato do PPS, Tuta Bosco, que obteve 26,58% dos votos, o candidato do PSOL, Roberto Yamada, que obteve 4,02% dos votos, o candidato do PMB, Kielson Prado, com 1,50% dos votos válidos, e em último lugar, o candidato do PCO, Daniel Messias, com 0,24% dos votos. Essa foi a primeira vez que Dixon Carvalho foi eleito prefeito, tendo disputado as eleições para o cargo em 2004, em 2008, quando terminou em segundo lugar, e 2012, quando ficou em terceiro, em ambas as ocasiões filiado ao PT.

### Cláusula de barreira
Nesta eleição entrará em vigor a regra da "cláusula de barreira". Os partidos teriam de obter, nas eleições para a Câmara dos Deputados de 2018, pelo menos 1,5% dos votos válidos, em ao menos um terço das unidades da federação, com ao menos 1% dos votos válidos em cada uma delas; ou ter eleito pelo menos 9 deputados, distribuídos em ao menos, um terço das unidades da federação. Os partidos que não atingiram estes números podem ficar sem receber o financiamento do fundo partidário, além de não terem direito ao tempo de TV. Portanto os seguintes partidos serão afetados: UP, PCO, PCB, PSTU, REDE, PMN, PMB, DC, PTC e PRTB.

## Contexto político e pandemia
As eleições municipais de 2020 estão sendo marcadas, antes mesmo de iniciada a campanha oficial, pela pandemia do coronavírus SARS-CoV-2 (causador da COVID-19), o que está fazendo com que os partidos remodelem suas metodologias de pré-campanha. O Tribunal Superior Eleitoral (TSE) autorizou os partidos a realizarem as convenções para escolha de candidatos aos escrutínios por meio de plataformas digitais de transmissão, para evitar aglomerações que possam proliferar o vírus.
Além disso, a partir deste pleito, será colocada em prática a Emenda Constitucional 97/2017, que proíbe a celebração de coligações partidárias para as eleições legislativas, o que pode gerar um inchaço de candidatos ao legislativo. Conforme reportagem publicada pelo jornal Brasil de Fato em 11 de fevereiro de 2020, o país poderá ultrapassar a marca de 1 milhão de candidatos a prefeito, vice-prefeito e vereador neste escrutínio, o que não seria necessariamente bom, na opinião do professor Carlos Machado, da UnB (Universidade de Brasília): “Temos o hábito de criticar de forma intensa a coligação partidária, sem parar para refletir sobre os elementos positivos dela. O número de candidatos que um partido pode apresentar numa eleição, varia se ele estiver dentro de uma coligação, porque quando os partidos participam de uma coligação, eles são considerados como um único partido", afirmou Machado na reportagem.

## Candidatos à Prefeito
| Nº | Nome                 | Partido  | Vice                     | Coligação                                                        |
| -- | -------------------- | -------- | ------------------------ | ---------------------------------------------------------------- |
| 12 | Renato Cardoso       | PDT      | José Almeida (PDT)       |                                                                  |
| 13 | Edson do PT          | PT       |                          | "Paulínia do Povo" PT e PCdoB                                    |
| 15 | Nani Moura           | PMDB     | Coronel Furtado (PTB)    | "Povo Feliz" MDB, DEM, DC, REPUBLICANOS, PTB, PMB e PSD          |
| 18 | Robert Paiva         | REDE     | Dra. Luciana (REDE)      |                                                                  |
| 22 | Du Cazellato         | PL       | Sargento Camargo (PSL)   | "Amor por Paulínia" PL, PSB, PODE, PP, PSL, SD, CIDADANIA e PROS |
| 51 | Dr. Gustavo Yatecola | PATRIOTA | Rose Watanabe (PATRIOTA) |                                                                  |